# Фабиан, Джордж
Джордж Фабиан (англ. George Fabian; род. ок. 1963 года в Мельбурне, штат Виктория) — австралийский конькобежец, специализирующийся в конькобежном спорте и шорт-треке Серебряный призёр в эстафете на чемпионате мира 1983 года.

## Биография
Джордж Фабиан вырос в Бервуде, пригороде на востоке Мельбурна. Вместе со своей сестрой Евой они занимались фигурным катанием в парном катании. В 1978 году они выиграли в паре чемпионат штата и чемпионат Австралии среди юниоров и в старшем разряде. В том же году они катались на чемпионате мира среди юниоров во Франции, но через год сестра решила уйти в конькобежный спорт, что сделал и Джордж.
В 1981 году он попал в национальную сборную по шорт-треку и участвовал на чемпионате мира в Мёдоне, где в общем зачёте стал 18-м. На следующий год на мировом первенстве в Монктоне лучшим результатом стал выход в полуфинал на 1500 метров. И наконец в 1983 году в Токио выиграл серебряную медаль в эстафете в составе Майкла Ричмонда, Майкла Хирна, Гарри Спрэгга, Дэнни Каха. С 2012 года Джордж Фабиан регулярно выступает на открытых чемпионатах Австралии в возрастной категории «Мастерс». В 2017 году стал 4-м в общем зачёте. Его дочь Стефани также выступает за национальную сборную по шорт-треку, в 2018 году стала чемпионкой Австралии среди юниоров, а в 2019 году выступала на чемпионате мира в Монреале среди юниоров.